# UCI Africa Tour 2013
L'UCI Africa Tour 2013 fu la nona edizione dell'UCI Africa Tour, uno dei cinque circuiti continentali di ciclismo dell'Unione Ciclistica Internazionale. Era composto da ventiquattro gare che si svolsero tra ottobre 2012 e giugno 2013 in Africa. Il vincitore della classifica individuale fu il marocchino Adil Jelloul, migliore squadra fu la sudafricana MTN-Qhubeka, mentre la migliore nazione classificata fu il Marocco.

## Calendario

### Ottobre 2012
| Data  | Prova                   | Cat. | Vincitore         | Squadra          |
| ----- | ----------------------- | ---- | ----------------- | ---------------- |
| 3-7   | Grand Prix Chantal Biya | 2.2  | Alexandre Mercier | Team Jura Suisse |
| 19-28 | Tour du Faso            | 2.2  | Rasmané Ouédraogo | Burkina Faso     |

### Novembre 2012
| Data  | Prova                            | Cat. | Vincitore            | Squadra |
| ----- | -------------------------------- | ---- | -------------------- | ------- |
| 7     | Campionati africani-Cronosquadre | CC   | Eritrea              | Eritrea |
| 9     | Campionati africani-Crono        | CC   | Daniel Teklehaimanot | Eritrea |
| 11    | Campionati africani-In linea     | CC   | Natnael Berhane      | Eritrea |
| 18-25 | Tour du Rwanda                   | 2.2  | Darren Lill          | Bonitas |

### Gennaio
| Data  | Prova                     | Cat. | Vincitore   | Squadra       |
| ----- | ------------------------- | ---- | ----------- | ------------- |
| 14-20 | La Tropicale Amissa Bongo | 2.1  | Yohann Gène | Team Europcar |

### Febbraio
| Data  | Prova                                                 | Cat. | Vincitore                 | Squadra                              |
| ----- | ----------------------------------------------------- | ---- | ------------------------- | ------------------------------------ |
| 16-17 | Fenkel northern Redsea                                | 2.2  | Tesfay Abraha Habtemariam | MTN-Qhubeka-WCC Africa               |
| 19-22 | Tour de l'Érythrée                                    | 2.2  | Mekseb Debesay            | Eritrea                              |
| 24    | Circuit of Asmara                                     | 1.2  | Abdellah Ben Youcef       | Groupement Sportif Pétrolier Algérie |
| 26    | Les Challenges de la Marche verte - GP Sakia El Hamra | 1.2  | Essaïd Abelouache         | Marocco                              |
| 27    | Les Challenges de la Marche verte - GP Oued Eddahab   | 1.2  | Adil Jelloul              | Marocco                              |
| 28    | Les Challenges de la Marche verte - GP Al Massira     | 1.2  | Ismail Laayoune           | Tihad Sportif Casablanca             |

### Marzo
| Data  | Prova           | Cat. | Vincitore           | Squadra                  |
| ----- | --------------- | ---- | ------------------- | ------------------------ |
| 11-15 | Tour d'Algérie  | 2.2  | Víctor de la Parte  | SP Tableware             |
| 16    | Circuit d'Alger | 1.2  | Martin Pedersen     | Christina Watches-Onfone |
| 18-20 | Tour de Tipaza  | 2.2  | Constantino Zaballa | Christina Watches-Onfone |
| 21-23 | Tour de Blida   | 2.2  | Hichem Chaabane     | Velo Club Sovac          |
| 29-7  | Tour du Maroc   | 2.2  | Mathieu Perget      | US Montauban Cyclisme 82 |

### Aprile
| Data  | Prova         | Cat. | Vincitore     | Squadra      |
| ----- | ------------- | ---- | ------------- | ------------ |
| 15-19 | Tour de Libye | 2.2  | annullato     | annullato    |
| 17-21 | Mzansi Tour   | 2.2  | Robert Hunter | Garmin-Sharp |

### Maggio
| Data | Prova                                           | Cat. | Vincitore      | Squadra |
| ---- | ----------------------------------------------- | ---- | -------------- | ------- |
| 10   | Challenge du Prince-Trophée Princier            | 1.2  | Adil Jelloul   | Marocco |
| 11   | Challenge du Prince-Trophée de l'Anniversaire   | 1.2  | Rafaa Chtioui  | Tunisia |
| 12   | Challenge du Prince-Trophée de la Maison Royale | 1.2  | Maher Hasnaoui | Tunisia |

### Giugno
| Data  | Prova                  | Cat. | Vincitore | Squadra   |
| ----- | ---------------------- | ---- | --------- | --------- |
| 10-14 | Tour de Djebel Lakhdar | 2.2  | annullato | annullato |

## Classifiche
Risultati finali
| Pos. | Corridore          | Squadra     | Punti  |
| ---- | ------------------ | ----------- | ------ |
| 1    | Adil Jelloul       | -           | 223    |
| 2    | Hichem Chaabane    | VC Sovac    | 143,67 |
| 3    | Essaïd Abelouache  | -           | 137    |
| 4    | Yohann Gène        | Europcar    | 130    |
| 5    | Rafaâ Chtioui      | -           | 127,67 |
| 6    | Mathieu Perget     | -           | 124    |
| 7    | Jay Robert Thomson | MTN-Qhubeka | 123    |
| 8    | Rasmané Ouédraogo  | -           | 120,33 |
| 9    | Soufiane Haddi     | -           | 119    |
| 10   | Reda Aadel         | -           | 113    |

| Pos. | Squadra                  | Punti  |
| ---- | ------------------------ | ------ |
| 1    | MTN-Qhubeka              | 332,67 |
| 2    | Velo Club Sovac          | 291,68 |
| 3    | Team Europcar            | 240,67 |
| 4    | Christina Watches-Onfone | 234    |
| 5    | GS Petrolier Algerie     | 225    |
| 6    | Torku Şekerspor          | 134    |
| 7    | SP Tableware             | 108    |
| 8    | Dukla Trenčín Trek       | 80     |
| 9    | BDC-Marcpol              | 55     |
| 10   | La Pomme Marseille       | 45     |

| Pos. | Nazione      | Punti  |
| ---- | ------------ | ------ |
| 1    | Marocco      | 929    |
| 2    | Eritrea      | 826,54 |
| 3    | Algeria      | 500,01 |
| 4    | Sudafrica    | 433    |
| 5    | Tunisia      | 288,68 |
| 6    | Burkina Faso | 248,32 |
| 7    | Etiopia      | 147    |
| 8    | Ruanda       | 140,32 |
| 9    | Lesotho      | 140    |
| 10   | Zimbabwe     | 131    |